# Carl von Kaskel
Michael Ernst Carl Kaskel, ab 1867 von Kaskel, ab 1869 Freiherr von Kaskel, Pseudonym: Carl Lassekk (* 6. Oktober 1797 in Dresden; † 31. Juli 1874 ebenda) war ein deutscher Bankier jüdischer Herkunft, Inhaber des Bankhauses Kaskel und Mitbegründer der Dresdner Bank.

## Leben
Er war der Sohn des jüdischen königlich sächsischen Kommerzienrats Michael Kaskel (1775–1845) und der Sara Schlesinger (1774–1858) aus Frankfurt (Oder). Seine Schwester war die Pianistin und Schriftstellerin Sophie Kaskel verh. Gräfin von Baudissin. Im Jahr 1831 heiratete er in Warschau Victoria Karoline Eugenie Fränkel (* 25. Februar 1811 in Warschau; † 8. März 1843 in Dresden), die Tochter des Bankiers Samuel Leopold Antoni Fränkel (1773–1833) in Warschau,  und hatte mit ihr zwei Kinder, Tochter Marie und Sohn Felix (1833–1894).
Im Jahr 1844 übernahm Kaskel, vom mosaischen Glauben zum Protestantismus, später zum Katholizismus konvertiert, im Alter von 47 Jahren das väterliche Bankhaus Kaskel, in dem er schon Jahre zuvor mitgearbeitet hatte und vom Vater in die Bankgeschäfte eingewiesen worden war. Als Hausbankier des sächsischen Königshauses und königlich sächsischer Geheimer Kammerrat finanzierte er im Jahr 1866 für Sachsen und Österreich den Deutschen Krieg. Dafür erhob ihn der österreichische Kaiser Franz Joseph I. am 28. Oktober 1867 in Paris in den österreichischen Adelsstand, das Diplom wurde allerdings nicht ausgefertigt. Zwei Jahre später wurde Kaskel als Vizepräsident der Sächsischen Bank am 9. Februar 1869 mit Diplom vom 19. Mai 1869 in Wien mit Verleihung des österreichischen Ordens der Eisernen Krone 2. Klasse in den österreichischen Freiherrnstand erhoben. Nur wenige Tage später erhielt er am 4. Juni 1869 in Pillnitz auch die königlich sächsische Anerkennung seines Freiherrnstandes.

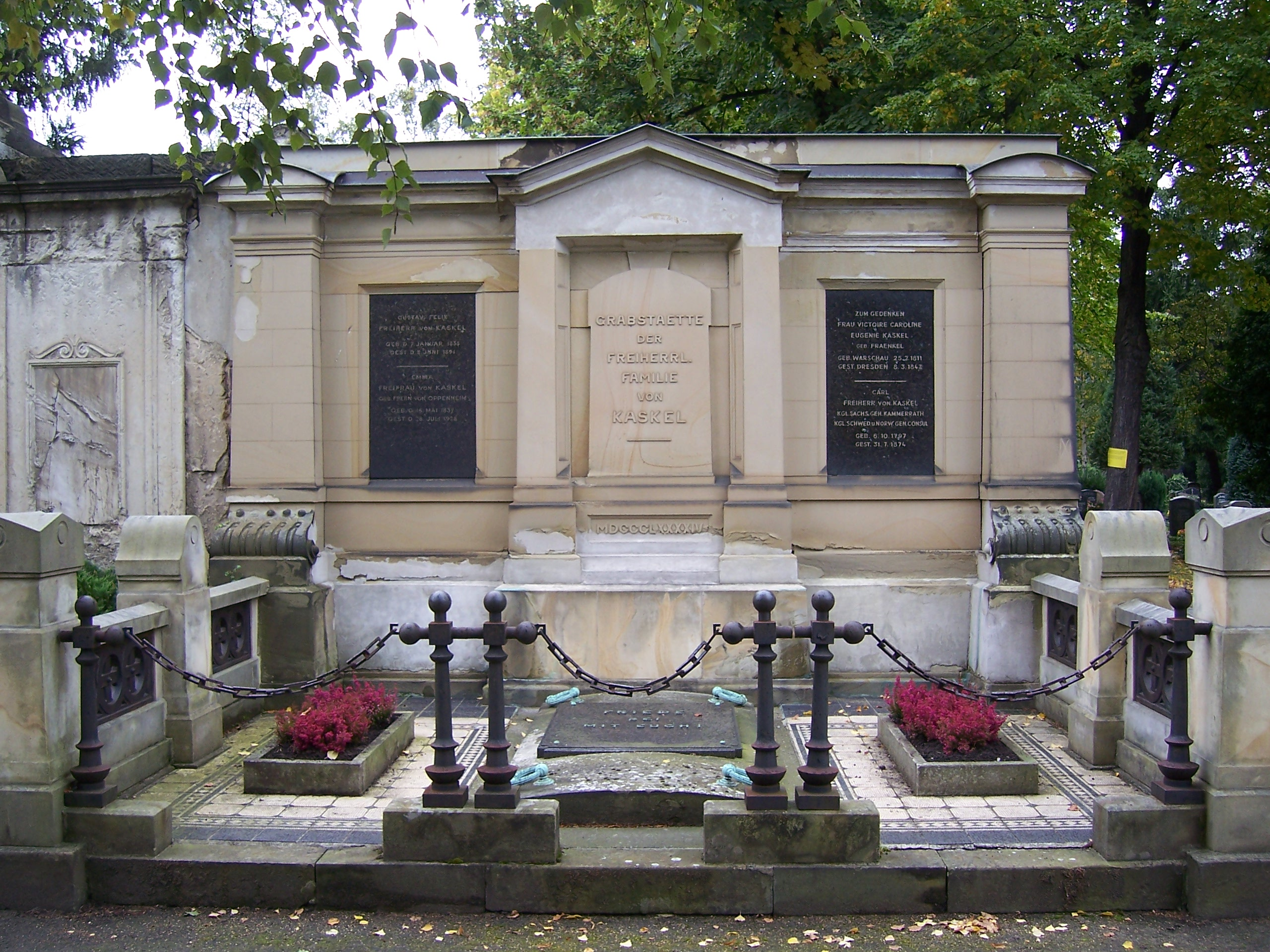
Kaskels Grabmal auf dem Trinitatisfriedhof

Im Jahr 1872 wurde das Bankhaus Kaskel in eine Aktiengesellschaft umgewandelt, die unter ihrem neuen Namen Dresdner Bank zu einem der führenden Kreditinstitute des Deutschen Reiches und darüber hinaus bis Anfang des 21. Jahrhunderts aufsteigen sollte.
Er war Generalkonsul der Königreiche Schweden und Norwegen.
Kaskel war schon als Kind musisch begabt und betätigte sich auch als Komponist unter dem Pseudonym Karl Lassekk. Er war über Jahrzehnte langjähriger und engster Freund des Komponisten Giacomo Meyerbeer. In dessen Namen führte er im Jahr 1851/52 Verhandlungen mit der Familie des Komponisten Carl Maria von Weber. Zu seinen Korrespondenz-Partnern gehörte auch Robert Schumann.
Kaskel starb 1874 in Dresden. Sein Grab befindet sich auf dem Trinitatisfriedhof.